# Germaine (Marne)
Germaine é uma comuna francesa na região administrativa do Grande Leste, no departamento de Marne. Estende-se por uma área de 14.87 km², e possui 520 habitantes, segundo o censo de 2018, com uma densidade de 35 hab/km².